# Ефективність грохочення
Ефективність грохочення (грохотіння) (рос. эффективность грохочения, англ. screening efficiency, нім. Siebungswirkungsgrad) — міра (ступінь) повноти виділення дрібного матеріалу від крупного при грохоченні. Ефективність грохочення являє собою вилучення нижнього класу в підґратний продукт:
{\displaystyle E=\varepsilon ={\frac {\gamma \beta }{\alpha }}=100{\frac {\left({\alpha -\theta }\right)\beta }{\left({\beta -\theta }\right)\alpha }},}
де γ — вихід підґратного продукту; α, β, θ — вміст нижнього класу крупності відповідно у вихідному матеріалі, підґратному та надґратному продуктах, %.

Ефективність грохочення залежить від ряду технологічних і механічних факторів: гранулометричного складу, форми зерен та вологості матеріалу, що надходить на грохочення, співвідношення середнього діаметра зерен просіюваного матеріалу та діаметра отворів сита, конструкції грохота, товщини шару матеріалу на грохоті (навантаження грохота), режиму його роботи та ін.
Однак, незважаючи на розходження в технологічних і механічних параметрах при грохоченні сипкого матеріалу, спостерігається загальна для усіх випадків залежність ефективності грохочення від тривалості розсіву: в перші проміжки часу ефективність грохочення росте дуже швидко, а потім її ріст сповільнюється (рис.). Такий характер залежності ефективності грохочення від тривалості розсіву пояснюється тим, що в перші проміжки часу крізь сито проходять «легкі» зерна.
В подальші моменти часу на ситі «легких» зерен залишається все менше й менше, а залишаються «важкі» зерна, які вимагають тривалого часу для проходження крізь отвори сита. Крім того, в ході розсіву в матеріалі, що залишився на ситі, зростає вміст «утруднюючих» зерен, які заби-вають отвори сита і перешкоджають проходженню крізь них матеріалу. Чим менше у вихідному матеріалі «важких» і «утруднюючих» зерен, тим легше його грохочення і тим вище ефективність грохочення.
Зі збільшенням навантаження на грохот ефективність знижується, спочатку — повільно, потім — дуже швидко. Це пов'язано з тим, що шар матеріалу на ситі, досягає такої товщини, що за час його просування не відбувається необхідного розшарування і майже весь матеріал сходить з грохота у вигляді надрешітного продукту, тобто грохот перетворюється в транспортний пристрій. Таким чином, висота шару матеріалу на ситі грохота визначається навантаженням по вихідному матеріалу. Чим більше навантаження, тим більше висота шару матеріалу й тим нижче ефективність грохочення, тому що нижньому класу важче пройти до сита крізь товстий шар матеріалу. При зменшенні навантаження нижче деякої межі ефективність грохочення також знижується, тому що при недовантаженні грохота рух матеріалу по грохоту приймає стрибкоподібний характер і число зіткнень зерен з ситом зменшується.
Залежність ефективності грохочення від навантаження визначається багатьма факторами: характеристикою крупності і вологості матеріалу, наявності у ньому «важких» і «утруднюючих» зерен, розміру отворів сит, довжини і кута нахилу короба грохота.
На практики регулювання ефективності грохочення здійснюють зміною кута нахилу сит, розміру та форми їхніх отворів, зміною режиму роботи грохота (амплітуда і частота), зміною витрати води в операцію грохочення.